# The Gift of the Magi (film 1917)
The Gift of the Magi è un cortometraggio muto del 1917 diretto da Brinsley Shaw.

## Produzione
Il film fu prodotto dalla Vitagraph Company of America (come Broadway Star Features)

## Distribuzione
Distribuito dalla General Film Company, il film - un cortometraggio in due bobine - uscì nelle sale cinematografiche statunitensi il 21 aprile 1917.